# Mother's
Pour plus de détails, voir Fiche technique et Distribution.
Mother's est un documentaire belge, réalisé par Hippolyte Leibovici. Sorti en 2019, le film remporte en 2022 le Magritte du meilleur court métrage documentaire lors de la 11e cérémonie des Magritte du cinéma.

## Synopsis
Le film suit quatre drag queens, chacune « mother » de l'autre : Maman, Mademoiselle Boop, Loulou Velvet et Kimi Amen.

## Contexte de réalisation
C'est grâce à sa rencontre avec Edna Sorgelsen, une drag queen se produisant au Cabaret Mademoiselle, qu'Hippolyte Leibovici réalise Mother's. À la suite de cette rencontre, Hippolyte Leibovici travaille un temps comme barman et videur dans l'établissement.

## Fiche technique
- Titre : Mother's
- Réalisation : Hippolyte Leibovici
- Image : Julien de Keukeleire
- Son : Victor Crestani
- Montage : Léole Poubelle
- Production : Laurent Gross et Hippolyte Leibovici
- Société de production : INSAS
- Pays :  Belgique
- Genre : documentaire
- Durée : 21 minutes
- Date de sortie : 13 septembre 2019

## Distribution
- Maman : elle-même
- Mademoiselle Boop : elle-même
- Loulou Velvet : elle-même
- Kimi Amen : elle-même

## Distinctions
- Brussels Art Film Festival : Prix de la découverte
- Breedbeeld : Meilleur documentaire
- Courts Mais Trash : Premier prix
- Tels Quels Festival : Prix du jury et Prix du public
- Festival du court en plein air de Grenoble : Prix du public
- La Frontera : Prix du meilleur documentaire et Prix du public
- Chéries-Chéris : Mention spéciale du jury
- Festival international du film de São Paulo : Papillon d'or et Prix du public
- Festival du film de Grenoble : Prix du public
- Brussels Short Film Festival : Prix du public, Prix de la presse et Prix du jury jeune
- Global University Film Awards : Meilleur documentaire
- Poitiers Film Festival : Prix du public et Prix du jury étudiant
- Escales documentaires de La Rochelle : Prix des jeunes
- OFF CINEMA : Silver Castel
- Festival international du film de Thessalonique : 2020 Achievement Award
- Festival du film de Lille : Grand Prix
- Ça'Foscari : Prix Volumina
- Young Filmmakers Festival : Grand Prix
- Dau'Film Festival : Prix du jury
- Magritte du cinéma : Meilleur court métrage documentaire 2022